# Mycetophila amplipennis
Mycetophila amplipennis är en tvåvingeart som beskrevs av Freeman 1951. Mycetophila amplipennis ingår i släktet Mycetophila och familjen svampmyggor. Inga underarter finns listade i Catalogue of Life.